# Mario R. Cesco
Mario Reynaldo Cesco, en argentinsk astronom.
Minor Planet Center listar honom som M. R. Cesco och som upptäckare av 6 asteroider.

## Asteroider upptäckta av Mario R. Cesco
| 7808 Bagould     | 5 april 1976     |
| 8780 Forte       | 13 juni 1975     |
| 9515 Dubner      | 5 september 1975 |
| 11441 Anadiego   | 31 december 1975 |
| (26792) 1975 LY  | 8 juni 1975      |
| (27656) 1974 OU1 | 26 juli 1974     |